# Församlingsplantering
Församlingsplantering (Church Planting) innebär att starta (plantera) nya församlingar. Ett något äldre besläktat begrepp är utpost, det vill säga att en församlingsplantering är en utpost till en befintlig församling. Även uttrycken dotterförsamling och nyplantering förekommer.
Främst används begreppet inom kongregationalistiska grupper. Begreppet kan stå för att grunda nya gudstjänstfirande församlingar, men det kan också användas gällande att grunda nya territoriella församlingar. I Sverige har huvudsakligen Evangeliska frikyrkan arbetat aktivt med församlingsplantering, med fler än 60 församlingar planterade de sista 20 åren. Under 2000-talets första år har även Evangeliska fosterlandsstiftelsen (med så kallad nyplantering), Svenska missionskyrkan, Svenska alliansmissionen och Svenska adventistsamfundet aktivt tagit initiativ till församlingsplantering. I Svenska kyrkan pågår 2010 åtgärder som påminner om församlingsplantering (i bemärkelsen att grunda nya gudstjänstfirande gemenskaper) bland annat i Stora Höga utanför Göteborg och i Vimpeltorpet norr om Kalmar.
Enligt uppgift 2015 har över 400 nya församlingar tillkommit under en tioårsperiod, framför allt församlingar för dem födda utanför Europa (vilka ibland kallas migrantförsamlingar). Samtidigt anges att mer än 500 frikyrkoförsamlingar lades ned mellan år 2000 och 2010. Möjligen är det vanligt, i Storbritannien, USA och globalt i övrigt, att de nya församlingarna har en bibeltroende teologi med evangelikal och karismatisk inriktning, medan de som läggs ned mer präglas av liberal teologi.